# Rimantas Bašys
Rimantas Bašys (* 7. Februar 1951 in Rudiškiai, Rajongemeinde Joniškis) ist ein litauischer Politiker, Mitglied des Seimas.

## Leben
Nach dem Abitur 1968 an der Julius-Janonis-Mittelschule in Šiauliai absolvierte er von 1968 bis 1970 und von 1972 bis 1976 das Diplomstudium der Radiotechnik an der Fakultät für  Radioelektronik  am Politechnikos institutas in Kaunas. Von 1970 bis 1972 leistete er den Pflichtdienst in der Sowjetarmee. 
Von 1972 bis 1974 war er Arbeiter im Flughafen Šiauliai. Ab 1974 arbeitete er bei Šiaulių televizorių gamykla. Von 1995 bis 2004 war er Generaldirektor bei „Gegė“, von 2004 bis 2008 Mitglied im Seimas und  von 2011 bis 2015 im Rat der Rajongemeinde Biržai.
Er ist Mitglied der Darbo partija.
Er ist verheiratet. Mit Frau Birutė hat er die Töchter  Kristina, Jovita, Rimantė.

## Quelle
- Lietuvos savivaldybių tarybų rinkimai (Memento vom 3. Dezember 2013 im Internet Archive)

| Personendaten    | Personendaten                              |
| ---------------- | ------------------------------------------ |
| NAME             | Bašys, Rimantas                            |
| KURZBESCHREIBUNG | litauischer Politiker, Mitglied des Seimas |
| GEBURTSDATUM     | 7. Februar 1951                            |
| GEBURTSORT       | Rudiškiai, Rajongemeinde Joniškis          |